# Ericus Swenonis Scriberus
Ericus Swenonis Scriberus, född 5 september 1592 Arboga stadsförsamling, död 17 april 1658 i Hedemora församling, var en svensk präst och riksdagsman.

## Biografi
Ericus Scriberus föddes 1592 i Arboga stadsförsamling. Han var son till stadssyndicus Swen Arvidsson. Scriberus blev kollega och rektor canutus vid Arboga trivialskola. Han prästvigdes 1614 och sa upp sig från tjänsterna 1621. Scriberus blev 1632 kyrkoherde i Irsta församling. Han blev 1643 kyrkoherde i Hedemora församling och kontraktsprost. Scriberus var riksdagsman vid Riksdagen 1644 och Riksdagen 1647. Han avled 1658 i Hedemora församling och begravdes 2 maj samma år.

### Familj
Scriberus gifte sig 1628 med Brita Lydensdotter. De fick tillsammans barnen notarien Swen Scriberus i Hedemora, borgmästaren Johan Scriberus, mönsterskrivaren Olof Scriberus, Susanna Scriberus som var gift med rektorn P. Hellenius vid Hedemora trivialskola, Christina Scriberus som var gift med sekreteraren D. Holting och en dotter som var gift med rådmannen Olof Olsson.